# USS Lexington (CV-2)
La USS Lexington (CV-2) fu la seconda portaerei costruita dagli Stati Uniti, ma la prima utilizzata operativamente; infatti la prima in assoluto fu la USS Langley, che però come portaerei servì solo da nave sperimentale. Anche la storia della USS Lexington fu travagliata: infatti era stata progettata come incrociatore da battaglia,  poco corazzato, ma dotato di pesanti cannoni da 406mm (16").
Entrato in vigore il trattato di Washington sulla riduzione degli armamenti navali, fu riclassificata e convertita in portaerei, in grado di portare uno stormo imbarcato di 85 velivoli.
Dai marinai statunitensi aveva ricevuto il nomignolo affettuoso di "Lady Lex".
La nave andò perduta nel corso della battaglia del Mar dei Coralli l'8 maggio 1942: dopo essere stata irrimediabilmente danneggiata da attacchi aerei giapponesi, la portaerei venne affondata dal cacciatorpediniere statunitense Phelps per impedirne la cattura.
Il 4 marzo 2018 è stata ritrovata sul fondo del mare a circa 3000 metri di profondità ed a più di 800 chilometri a est dalla costa australiana da una spedizione guidata dall'imprenditore Paul Allen.